# Eduardo Viveiros de Castro
Eduardo Batalha Viveiros de Castro (Rio de Janeiro, 19 de abril de 1951) é um antropólogo brasileiro, professor do Museu Nacional da Universidade Federal do Rio de Janeiro.

## Educação
Formado em ciências sociais pela PUC-Rio, concluiu em 1977 o mestrado em antropologia social no Museu Nacional e em 1984 o doutorado, na mesma instituição.

## Carreira
Publicou inúmeros artigos e livros, considerados como importante contribuição para a antropologia brasileira e a etnologia americanista, entre eles: From the enemy's point of view: humanity and divinity in an Amazonian society, Amazônia: etnologia e história indígena e A inconstância da alma selvagem e outros ensaios de antropologia. 
Lecionou na École des Hautes Études en Sciences Sociales, na Universidade de Chicago e na Universidade de Cambridge. Uma de suas mais significativas contribuições refere-se ao desenvolvimento do conceito de perspectivismo ameríndio.
Etnólogo americanista, com experiência de pesquisa na Amazônia. Doutor em Antropologia Social pela UFRJ (1984). Docente de etnologia no Museu Nacional/UFRJ desde 1978. Professor titular de antropologia social na UFRJ desde janeiro de 2012. Membro da Equipe de Recherche en Ethnologie Américaniste do C.N.R.S. (hoje incorporada ao Laboratoire d'Ethnologie et Sociologie Comparative ? CNRS/Nanterre) desde 2001. Simón Bolívar Professor of Latin American Studies na Universidade de Cambridge e membro de King's College/Cambridge (1997-98); Directeur de recherches no C.N.R.S. (1999-2001). Professor-visitante nas Universidades de Chicago (1991, 2004), Manchester (1994), USP (2003), UFMG (2005-06). Prêmio de melhor tese de doutorado em Ciências Sociais da ANPOCS (1984); Médaille de la Francophonie da Academia Francesa (1998); Prêmio Erico Vanucci Mendes do CNPq (2004); Ordem Nacional do Mérito Científico (2008); Doutor Honoris Causa pela Université de Paris Ouest Nanterre La Défense (2014) e pela Universidad Nacional de Córdoba, Argentina (2019). Membro da Academia Brasileira de Ciências desde 2019. Coordenou o Projeto Pronex "Transformações indígenas: os regimes de subjetivação ameríndios à prova da história" (2004-06). Foi coordenador do Núcleo de Transformações Indígenas, grupo baseado no Museu Nacional/UFRJ, e é co-coordenador da Rede Abaeté de Antropologia Simétrica (NAnSi), também baseada no Museu Nacional/UFRJ.
Sobre ele, diz Claude Lévi-Strauss, seu colega e mentor: "Viveiros de Castro é o fundador de uma nova escola na antropologia. Com ele me sinto em completa harmonia intelectual".

## Obras
- A floresta de cristal: ensaios de antropologia. 1. ed. São Paulo: N-1 edições, 2024. v. 1. 444p.
- Há mundo por vir? Ensaio sobre os medos e os fins. 1. ed. Florianópolis: Cultura e Barbárie, 2014. v. 1. 175p. (Com Deborah Danowski)[4]
- A inconstância da alma selvagem (e outros ensaios de antropologia). São Paulo: Cosac & Naify, 2002. 551p.
- Arawete: O Povo do Ipixuna. Sao Paulo: CEDI, 1992.
- Arawete: Os Deuses Canibais. Rio de Janeiro: Zahar Editores/Anpocs. 1986. 744p.
- Metafisicas Canibais. 1. ed. São Paulo: CosacNaify & n-1 Edições, 2015. v. 1. 288p.
- The Relative Native. Essays on Indigenous Conceptual Worlds. 1. ed. Chicago: The University of Chicago Press / HAU, 2015. v. 1. 412p.
- La mirada del jaguar - introducción al perspectivismo ameríndio - entrevistas. 1. ed. Bueno Aires: Tinta Limón, 2013. 285p.
- Indio no kimagurena tamashii (インディオの気まぐれな魂 /). 1. ed. Tóquio: Suiseisha, 2015. v. 1. 214p.